# Cupa Mondială Viva
Cupa Mondială Viva este o competiție de fotbal nerecunoscută de FIFA care se joacă odată la doi ani.

## Trofeul
Trofeul Cupei Mondială Viva a fost proiectat de sculptorul francez Gérard Pigault, și va fi numit Trofeul Nelson Mandela, în onoarea fostului președinte sud-african.

## Titluri
- 3  Padania
- 1  Sápmi

## Rezultate
| An            | Gazdă     | Finală    | Finală | Finală          | Meci pentru locul trei | Meci pentru locul trei | Meci pentru locul trei     |
| An            | Gazdă     | Campioană | Scor   | Finalistă       | Locul trei             | Scor                   | Locul patru                |
| ------------- | --------- | --------- | ------ | --------------- | ---------------------- | ---------------------- | -------------------------- |
| 2006 Detaili  | Occitania | Sápmi     | 21–1   | Monaco          | Occitania              | nu s-a disputat        | Camerunul de Sud           |
| 2008 Detaili  | Sápmi     | Padania   | 2–0    | Asirieni        | Sápmi                  | 3–1                    | Kurdistanul Irakian        |
| 2009 Detaili  | Padania   | Padania   | 2–0    | Iraqi Kurdistan | Sápmi                  | 4–4 (5 - 4) pen.       | Provence                   |
| 2010 Detailii | Gozo      | Padania   | 1–0    | Iraqi Kurdistan | Occitania              | 2–0                    | Regatul celor două Sicilii |
| 2012 Detalii  | Kurdistan |           |        |                 |                        |                        |                            |

## Golgeteri
| An   | Jucători                             | Goluri |
| ---- | ------------------------------------ | ------ |
| 2006 | Erik Lamøy Tom Høgli Steffen Nystrøm | 6      |
| 2008 | Stefano Salandra Giordan Ligarotti   | 4      |
| 2009 | Svein Ove Thomassen Ennys Hammoud    | 5      |
| 2010 | Shwan Mamu                           | 4      |